# Andreas Lübke
Andreas Lübke (* 12. März 1967) ist ein ehemaliger deutscher Fußballspieler und heutiger -trainer.

## Karriere

### Spielerkarriere
Zur Saison 1986/87 wechselte er zum damaligen Bundesligisten VfL Bochum. Sein Bundesligadebüt gab er am 20. Spieltag beim 1:1-Unentschieden gegen den Hamburger SV. Dort erzielte er das Ausgleichstor und sicherte dem VfL einen Punkt, bevor er in der 73. Spielminute für Thorsten Legat ausgewechselt wurde – es war sein einziges Bundesligator in seiner Karriere. In dieser Saison kam er noch in sechs weiteren Begegnungen zum Einsatz. In der folgenden Saison absolvierte er nur noch eine Partie und wechselte anschließend zum VfB Rheine. Später spielte er noch einige Jahre für Preußen Münster II.

### Trainerkarriere
Nach seiner aktiven Spielerzeit trainierte er den Seniorenbereich von DJK Grün Weiß Amelsbüren und für eine kurze Zeit auch den von DJK Grün-Weiß Gelmer. Bis 2011 trainierte er die U-10 des ESV Münster, bevor er im Januar 2011 als Co-Trainer der U-13 zu Preußen Münster zurückkehrte. Mitte des Jahres wechselte er als Cheftrainer zur neugegründeten U12-Auswahl. Nach einer starken Saison ohne Niederlage wurde er 2013 zum Koordinator der U-12 bis U-14.